# Grupo Secreto
O Grupo Secreto foi, no Brasil, uma organização terrorista de extrema-direita que atuou durante o regime militar com o apoio sigiloso de integrantes do governo. Seu principal método de ação consistia em armar bombas em locais públicos.

## História
O Grupo Secreto começou a se constituir antes do golpe de 1964. Em 1961 um grupo de militares de direita, insatisfeitos com a posse de João Goulart por suas tendências populistas, decidiu impedir o avanço da esquerda no país, que era toda indiscriminadamente rotulada de comunista independente de suas inspirações ideológicas. Escolheram como método de ação tentar intimidar os assim chamados "subversivos". Com esse intuito, em maio do ano seguinte tentaram explodir uma bomba com carga de dez bananas de dinamite num prédio que abrigava na época a Exposição Soviética, um evento artístico organizado pela embaixada russa. A existência da bomba chegou ao conhecimento da polícia e ela foi desarmada. Alguns membros do grupo chegaram a ser presos, mas foram liberados poucos dias depois.
O grupo só se rearticularia em 1967 quando o regime militar (agora nas mãos da linha dura) começava a entrar na sua fase mais repressiva. O antigo líder do Grupo Secreto, o coronel Alberto Fortunato, agora trabalhava numa das inúmeras DSI, repartições menores encarregadas de colher dados para o Centro de Informações do Exército (CIE) (uma das agências de inteligência do regime). Ele aproveitou sua função para fazer contato com oficiais do CIE e rearticular o Grupo Secreto.
Os terroristas voltaram à ativa e passaram a cometer atentados contra qualquer estabelecimento tido como de esquerda, principalmente teatros, universidades, além da Representação Comercial da União Soviética. O CIE patrocinava as ações terroristas fornecendo explosivos (geralmente dinamite sólida ou gelatinosa), apoio logístico, informação e mesmo mão de obra. Em mais de um atentado, o motorista de fuga era um agente do CIE. Mesmo que algum membro do grupo fosse preso, era liberado em seguida.
O grupo agiu dessa forma até 1970. A essa altura as relações entre os terroristas e os serviços secretos da ditadura já era tão amigável que muitos membros do Grupo Secreto foram contratados pelo CIE e pelo SNI (Serviço Nacional de Informações), inclusive seu líder, o coronel Fortunato.
O grupo tornou a aparecer em 1976. Agora sem a maior parte de seus membros originais, adotava métodos de ação mais elaborados e violentos, incluindo o envio de cartas-bomba a instituições públicas e privadas. Além das cinco bombas que explodiram durante essa nova fase da organização, o Grupo Secreto sequestrou o bispo de Nova Iguaçu, Dom Adriano Hipólito. Dom Adriano foi espancado, antes de ser abandonado por seus sequestradores numa estrada, nu e pintado de vermelho. Segundo o Coronel Paulo Malhães, o capitão José de Ribamar Zamith fora o responsável pelo sequestro.
O Grupo Secreto se desfez por conta própria em 1980, mas pelo menos um de seus ex-integrantes, o coronel Freddie Perdigão, participou do Atentado do Riocentro.

## Membros do Grupo Secreto
Estes são alguns dos homens que fizeram parte da organização:
- Coronel Alberto Fortunato
- Hilário José Corrales
- Luiz Helvécio Leite da Silva
- Alexander Murillo Fernandes
- Freddie Perdigão
- Dirceu Gravina (também conhecido como J.C.)
- José de Ribamar Zamith

## Locais em que o grupo instalou bombas
- Exposição soviética
- Teatro Miguel Lemos
- Teatro Gláucio Gill
- Representação Comercial da União Soviética, em Laranjeiras
- Colégio Brasileiro
- Escola de Belas Artes do Rio de Janeiro
- Centro Acadêmico Cândido de Oliveira
- Faculdade Nacional de Direito
- Teatro João Caetano
- Câmara de Vereadores do Rio de Janeiro